# Голяма награда на Немската академия за детско-юношеска литература
„Голямата награда на Немската академия за детско-юношеска литература“ (на немски: Großer Preis der Deutschen Akademie für Kinder- und Jugendliteratur) е учредена през 1976 г. и се раздава от Немската академия за детско-юношеска литература със седалище в баварския град Фолках.
„Голямата награда“ е в размер на 5000 € и се присъжда всяка година през ноември като тържествен акт във Фолках.
Отличието се присъжда „за литературно или графическо цялостно творчество или за изтъкнати научни, публицистични или литературно-педагогически произведения в областта на детско-юношеската литература“.
След 2009 г. наред с „Голямата награда“ академията присъжда и „Младежка награда за немскоезична детско-юношеска литература“ в размер на 1500 €.

## Носители на наградата (подбор)
- Михаел Енде (1980)
- Паул Маар (1987)
- Джеймс Крюс (1996)
- Клаус Кордон (1999)
- Мирям Преслер (1940)
- Ренате Велш (2003)
- Макс Болигер (2005)
- Гудрун Паузеванг (2009)
- Петер Хертлинг (2011)
- Рафик Шами (2015)